# Rompilgerführer
Rompilgerführer sind Schriften, die zur Anleitung eines Besuches der Stadt Rom und ihrer Heiligtümer (Kirchen, Kapellen, Gedächtnisorte, Reliquien, Ablässe etc.) dienen.

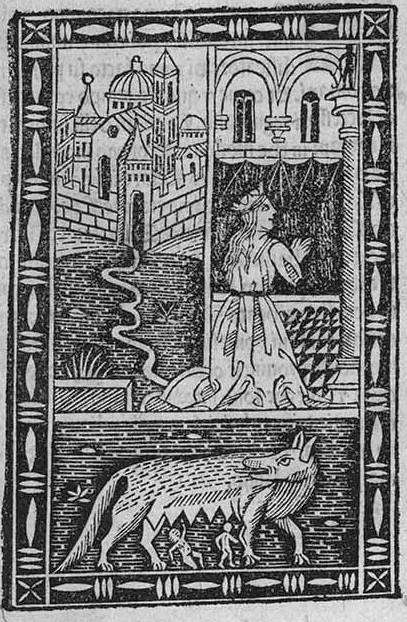
Illustration aus einem 1499 buch Mirabilia urbis Romae

## Pilgerfahrten nach Rom im 1. Jahrtausend
Bereits seit dem 2. und 3. Jahrhundert sind für Rom Pilger nachgewiesen; so ist die sogenannte rote Wand am Petrusgrab im Vatikan mit Graffiti übersät.
Seit dem 5. Jahrhundert liegen dann auch Beschreibungen vor, welche Kirchen ein Pilger innerhalb und außerhalb der Stadt finden konnte. Ebenso entstanden Beschreibungen der Stadt, ihrer Kirchen und Altertümer, die nicht unmittelbar für den Gebrauch durch Pilger angelegt waren, so das Itinierarium Einsidlense aus dem 9. Jahrhundert, das lange Zeit in der Forschung als Pilgerführer betrachtet worden war. Auch schrieben Pilger Berichte ihrer Fahrten zusammen mit Itinierarien derselben nieder, so zum Beispiel Sigeric von Canterbury, der Rom in den Jahren 990–994 besuchte. Daneben haben sich auch Beschreibungen erhalten, die nicht den Charakter eines Pilgerberichtes haben, aber doch Aufschluss über die kirchliche Topographie der Stadt geben, so der Reisebericht des Juden Benjamin von Tudela (Spanien, Navarra) aus dem 3. Viertel des 12. Jahrhunderts.
Während der Zeit der Kreuzzüge ließ die Zahl der Rompilger deutlich nach, der Weg ins Zentrum christlicher Geschichte, zu den heiligen Stätten des Lebens und Sterbens Christi war wieder offen; dazu trat die Konkurrenz anderer Heiligtümer, von denen sicherlich Santiago de Compostela das bedeutendste war.

## Pilgerfahrten nach Rom nach 1300
Hatten die römischen Pilgerfahrten im 12. und 13. Jahrhundert nachgelassen, wuchs die Zahl der Pilger im Jahr 1300 sprunghaft an. Nach dem Bericht des Kardinals Stefaneschi war selbst die römische Kurie von dieser Entwicklung überrascht: Die Ausrufung des Heiligen Jahres war – so der Kardinal weiter – eine kirchliche Reaktion auf eine Bewegung „von unten“, das heißt der Heilssehnsucht der Menschen; ca. 200.000 Menschen sollen mittelalterlichen Chronisten zufolge die Stadt in diesem Jahr besucht haben.
Im Folgenden bestimmten eben jene Jubeljahre den Rhythmus der Pilgerströme nach Rom: Für jedes heilige Jahr ist ein mehr als deutlicher Anstieg der Pilgerzahlen zu beobachten. Aber auch die Zahlen der Pilger, die Rom in den Zwischenzeiten besuchten, blieb konstant hoch.
Das Heilige Jahr 1500 unter Alexander VI. bedeutete dann einen vorläufigen Höhepunkt der Jubeljahre; der inzwischen gut organisierte Pilgerbetrieb erlaubte es hunderttausenden von Pilgern, die Stadt zu besuchen. Zu diesem Ereignis wurden in Rom selbst tausende Exemplare von Pilgerführern in verschiedenen Sprachen hergestellt (lateinisch, deutsch, französisch, spanisch, italienisch). Aber bereits mit dem Sacco di Roma 1527 und der Reformation endete das Zeitalter der klassischen mittelalterlichen Pilgerfahrt, und auch die mittelalterlichen Pilgerführer machten einer anderen Form der Reiseliteratur Platz.

## Die Pilgerführer

### Das Itinerarium Einsidlense
In der Bibliothek der Abtei Einsiedeln wird Handschriftencodex 326, eine Schrift des 9. Jahrhunderts, aufbewahrt, das sogenannte Itinerarium Einsidlense, eine Wegbeschreibung für Rompilger. Ihr Autor ist nicht bekannt, nicht einmal, ob er selbst ein Rompilger war oder seine Sammlung nur aus älteren Berichten kompiliert hat.
Das Itinerar ist nach einzelnen Routen durch die Stadt geordnet, also beinahe ein moderner Reiseführer. Dem Verfasser diente dabei wohl eine schematische Karte des spätantiken oder frühmittelalterlichen Rom als Hilfe. In zwölf Routen eingeteilt beschreibt das Itinerar die antiken und christlichen bzw. die einstmals paganen und nunmehr christianisierten Denkmäler Roms: Route I – A porta sci Petri usque ad scam Luciam in Orthea; Route II porta sci Petri usque ad portam Salariam; Route III führt A porta Numentana usq. Forum Romanum; Route IV a porta Flaminea usque Via Lateranense; Route IV von der porta Flaminea (heute an der Piazza del Popolo) bis zum Forum Romanum; Route VII A porta Aurelia usq. ad portam Praenestinam; die VIII. Route A porta sci Petri usque porta Asinaria. Auch wenn im Itinierarium kein eigentlicher Pilgerbericht vorliegt, gehört es doch im weitesten Sinne als Beschreibung des mittelalterlichen Roms in die Reihe dieser Gruppe.

### Mirabilia Romae – Graphia Libellus – Historia Romana
Die sog. Mirabilia Romae sind vielfach ein Sammelbegriff, in dem nicht nur die eigentlichen Mirabilia, sondern auch die Mirabilia Romae vel potius historia et descriptio urbis Romae, sowie die Indulgentiae ecclesiarum urbis Romae und die Stationes ecclesiarum urbis Romae mit aufgenommen werden. Die ältesten Handschriften der Indulgentiae stammen aus dem 12., die der Stationes aus dem 8. Jahrhundert; eine breitere Überlieferung setzt für beide erst mit dem 14. Jahrhundert an. Bereits zur Zeit ihres Auftauchens um die Mitte des 12. Jahrhunderts tragen die Schriften den Namen Mirabilia Romae. Ihr früher Textbestand ist so einheitlich, dass daraus ein Urtext rekonstruiert werden konnte. Die Datierung dieses Urtextes schwankt in der Forschung vom Ende des 10. bis in die Mitte des 12. Jahrhunderts. Unumstritten ist, ob Teile des Mirabilia älter als das 12. Jahrhundert sind; eine Frühform der Mirabilia ist ohne eine primäre oder sekundäre Überlieferung allerdings nicht haltbar. Auch wurde der Versuch gemacht, die Entstehung der Mirabilia in Zusammenhang mit der renovatio des römischen Senats in Verbindung zu bringen als wieder erwachtes Interesse an der antiken römischen Geschichte; diese These ist heute weitgehend entkräftet.
Der erste Teil dieses Urtextes verzeichnet, nach Sachgebieten geordnet, die antiken Bauwerke der Stadt – Mauer, Türme, Tore usw., teilweise ergänzt durch deren geographische Verortung. In ihrem zweiten Teil behandeln die Mirabilia Legenden, die Bezug nehmen auf die antiken Bauwerke, so zum Beispiel die Vision des Augustus von der Geburt Christi für das Kapitol und die Kirche Santa Maria in Aracoeli.
Der dritte Teil der Mirabilia ist eine Art Stadtrundgang, in dem vor allem antike Tempel und Paläste in topographischer, nicht systematischer Einordnung wie noch im ersten Teil, genannt werden; allerdings gibt es einige Abweichungen, die sich nicht in diesen Rundgang einordnen lassen.
Geschrieben sind die Mirabilia aber ebenfalls sicherlich nicht als ein Reiseführer für ein Wallfahrtspublikum: Zum einen liegt das Hauptinteresse der Schrift eher beim antiken als zeitgenössischen Rom – das häufig nur zur topographischen Einordnung verwendet wird –, zum anderen hatte das Pilgerwesen nach Rom zur Zeit der Entstehung der Mirabilia noch keine größeren Ausmaße angenommen. Die frühesten Hss. der Mirabilia sind zudem großformatig und damit unhandlich für den Gebrauch eines Reisenden. Nine Miedema bezeichnet die Mirabilia als „eher ein Verzeichnis der antiken Bauwerke und Sagen Roms“; sie hätte den „Charakter eines Nachschlagewerkes oder einer Beschreibung der antiken Pracht der Stadt“, hinter dem die tatsächliche römische Topographie zurücktrete. Fiktive und reale Topographie vermischen sich in den Mirabilia und geben den fiktiven Örtlichkeiten einen Realitätsanspruch.

### Graphia Aureae Urbis Romae
Die Graphia Aureae Urbis Romae sind eine Zusammenfügung der Mirabilia und der Graphia-libellus. Sie brachte nach einer legendären Gründungsgeschichte der Stadt Rom durch Romulus als Abkömmling der trojanischen Flüchtlinge einen von den Mirabilia abgeleiteten Text; der dritte Teil beschäftigte sich mit dem kaiserlichen Hofzeremoniell (Graphia-libellus). Letzterer ist im Wesentlichen von Isidor von Sevilla Etymologiae abhängig. Die Entstehungszeit der Graphia als solche Zusammensetzung von Mirabilia und Graphia-libellus ist nach 1156 anzusetzen.

### Die Indulgentiae urbis Romae
Seit der Mitte des 12. Jahrhunderts liegen Beschreibungen der römischen Kirchen, ihrer Reliquien und der in ihnen erhältlichen Ablässe vor, die seit dem 14. Jahrhundert den Titel Indulgentiae ecclesiarum urbis Romae tragen. Diese liegen in einer breiten Überlieferung vor, sind aber untereinander nicht einheitlich, weswegen eine unabhängige Entstehung voneinander an verschiedenen Orten angenommen wird.
Das 14. Jahrhundert brachte einen großen Aufschwung in der Produktion der Indulgentiae, nicht zuletzt wohl wegen des ersten Heiligen Jahren 1300; im 15. Jahrhundert wurden die Beschreibungen der Kirchen durch Legenden erweitert, außerdem gingen sie ausführlicher auf die Reliquien und Sehenswürdigkeiten der einzelnen Kirchen ein.
Der erste datierte Druck der Indulgentiae stammt aus dem Jahr 1475; dieser ist allerdings wesentlich kürzer als die Handschriften und Inkunabeln: er umfasst nur die sieben Hauptkirchen und einige wenige weitere Kirchen. Wie alle frühen lateinischen Drucke dieser Gattung stammt er aus Rom selbst. Der Text der Indulgentiae kursierte noch im 16. Jahrhundert, verlor zu dieser Zeit aber an Breite in der Überlieferung: Mit der Reformation und dem berühmt-berüchtigten Sacco di Roma 1527 verlor die Pilgerfahrt nach Rom seit den 1720er Jahren deutlich an Attraktivität, nicht zuletzt sicherlich wegen der zur Disposition stehenden Ablasspraxis. Erst mit der Gegenreformation lebte die Wallfahrt nach Rom und in Rom (Philipp Neri) wieder auf.